# Ittenbach

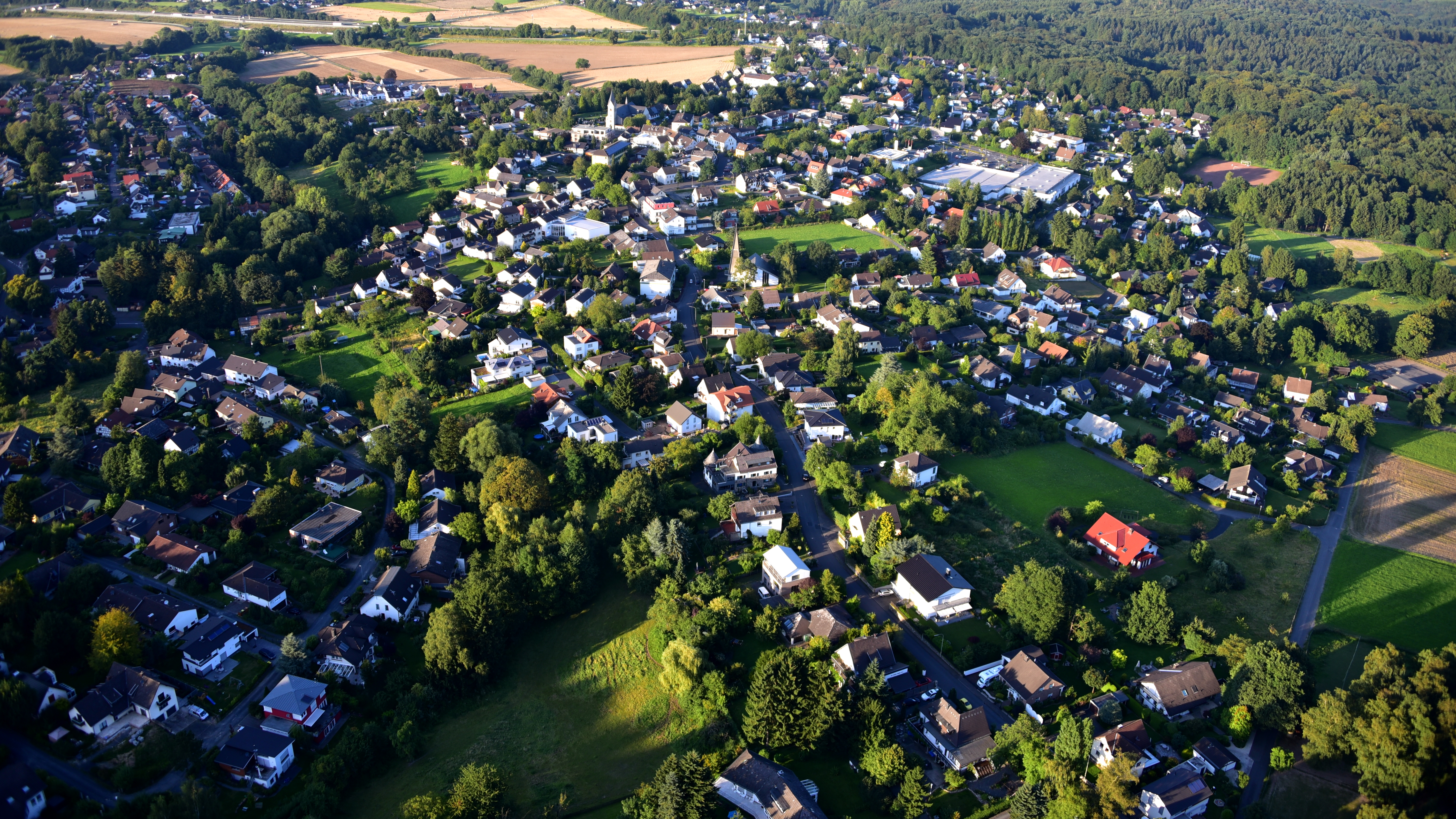
Ittenbach, Luftaufnahme (2016)

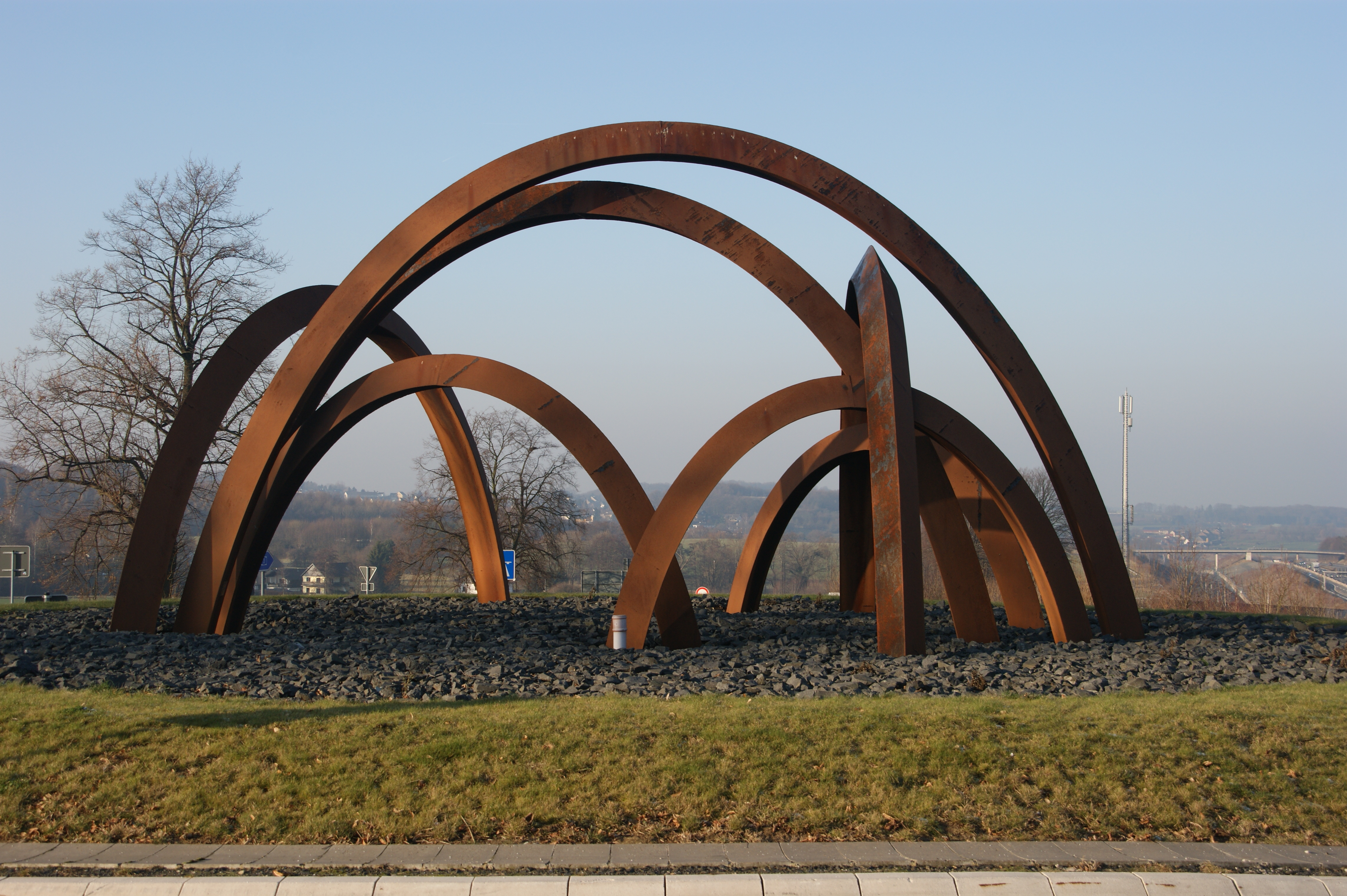
Tor zum Siebengebirge

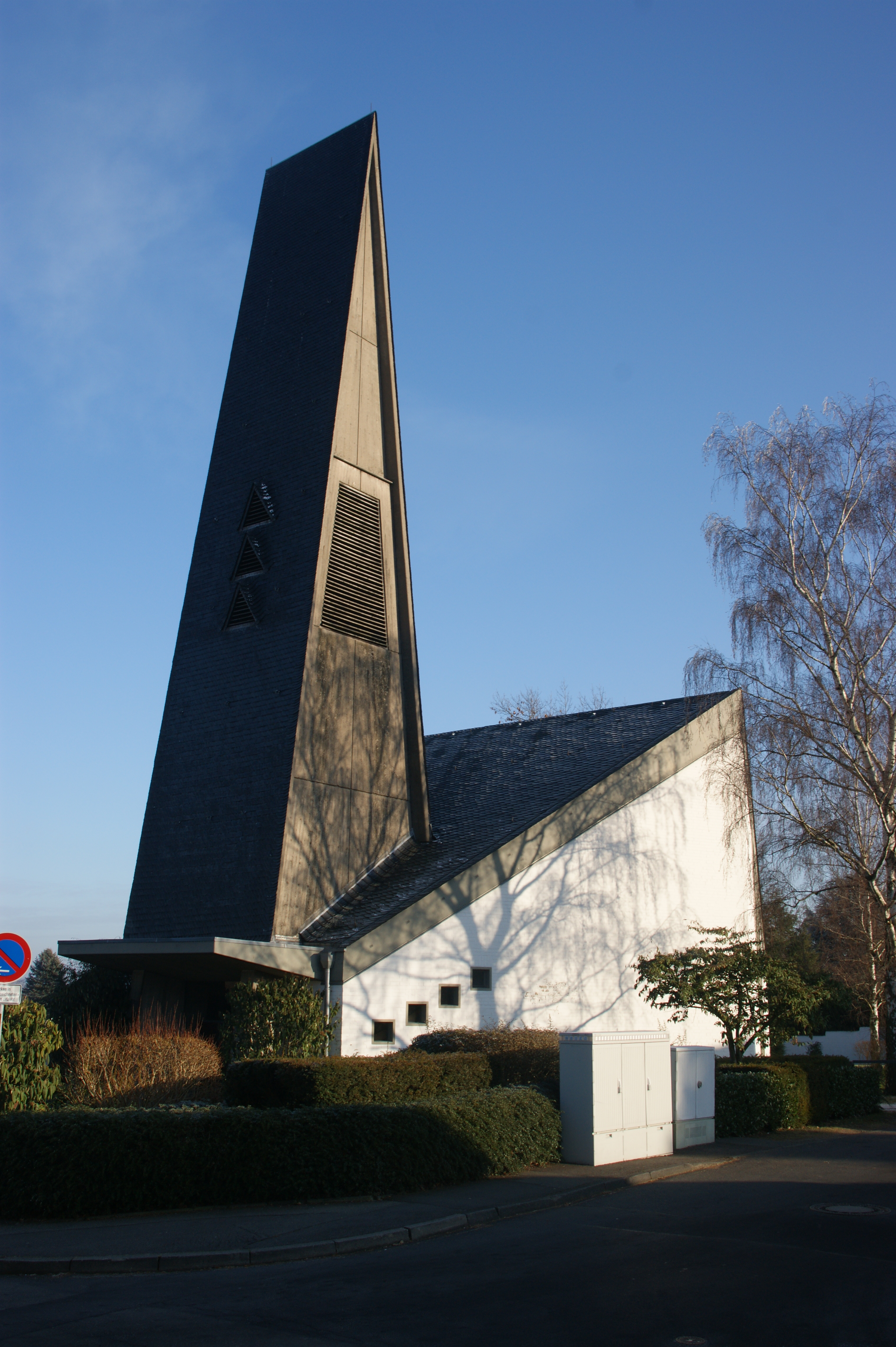
Evangelische Auferstehungskirche

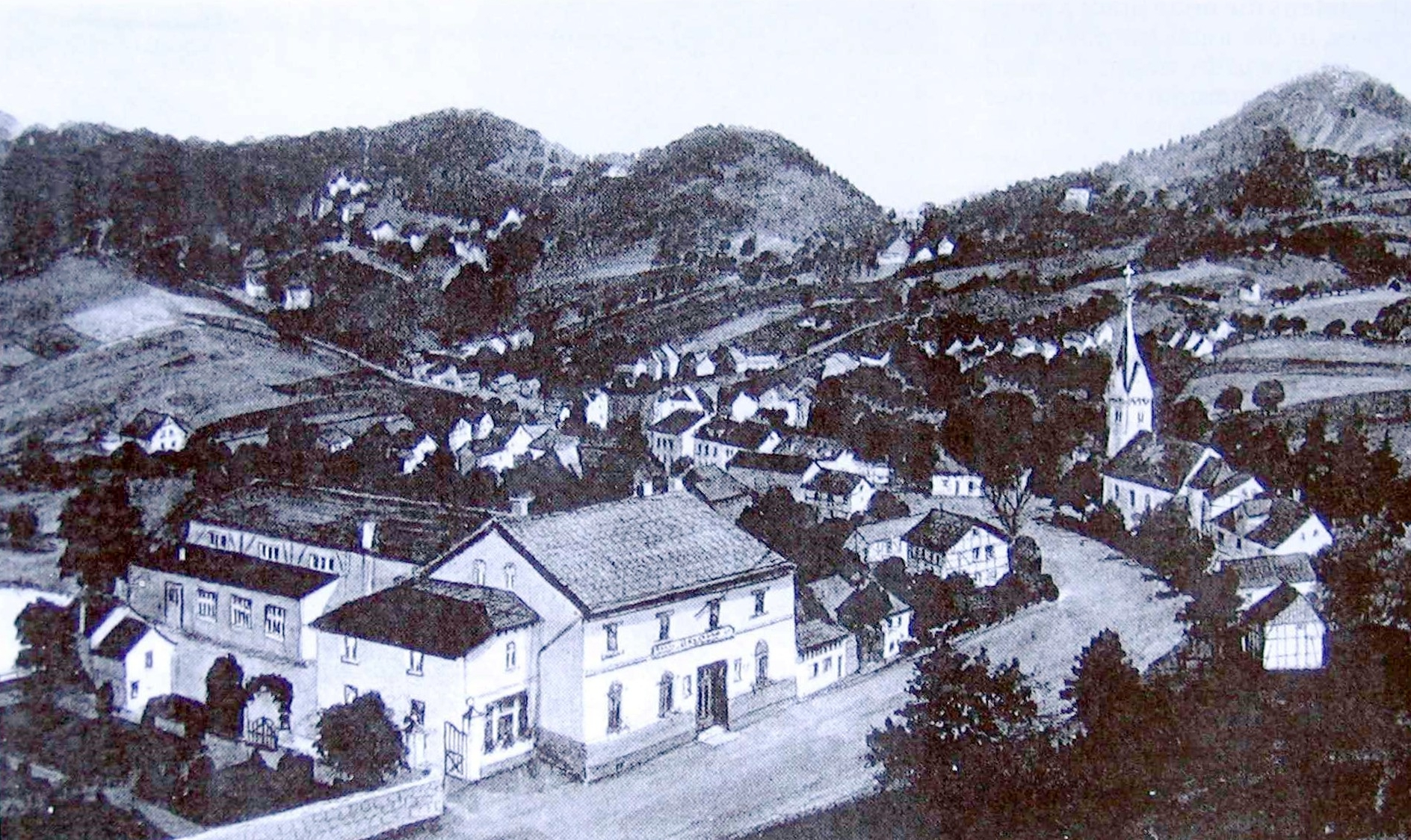
Ittenbach um 1900

Ittenbach ist ein Stadtteil von Königswinter im nordrhein-westfälischen Rhein-Sieg-Kreis und liegt am Siebengebirge. Der Ort, in der Region auch Öttemich genannt, ist ein anerkannter Erholungs- und Fremdenverkehrsort.
Der Stadtteil Ittenbach mit den umliegenden Ortsteilen Döttscheid, Gräfenhohn, Hüscheid und der Margarethenhöhe hat 3857 Einwohner, der Ortsteil Ittenbach 3238 (Stand: 30. September 2022).

## Geographie
Ittenbach hat die Siedlungsform eines Haufendorfs. Die Ortschaft liegt am östlichen Rand des Siebengebirges im gleichnamigen Naturschutzgebiet und Naturpark, am Übergang zum Pleiser Hügelland. Sie umfasst weitgehend Höhenlagen zwischen 220 und 320 m über dem Meeresspiegel. Höchste Erhebung ist der Ittenbach westlich überragende Große Ölberg mit 461 Metern. Durchquert wird der Ort vom wenig oberhalb entspringenden Rottbach, der über den Lützbach dem Pleisbach zufließt. Der äußerste südwestliche Teil von Ittenbach am Hang des Lohrbergs wird Lahr genannt, reicht bis auf gut 360 m ü. NHN und ist das am höchsten gelegene Wohngebiet der Stadt Königswinter. Außerhalb der zusammenhängenden Bebauung der Ortschaft erstrecken sich im Westen noch vereinzelt Häuser entlang der durch Ittenbach verlaufenden Landesstraße 331, an deren höchstem Punkt der Ortsteil Margarethenhöhe (320 m ü. NHN) liegt. Im Norden schließt sich nahezu nahtlos der Ortsteil Döttscheid (210 m ü. NHN) an und im Nordosten, getrennt durch die Bundesautobahn 3, Gräfenhohn (205 m ü. NHN). Südlich von Ittenbach beginnt an der Frühmesseiche der Stellweg, ein geradliniger ausgebauter Schneisenweg, der im oberen Bereich des Naturparks Siebengebirge bis zum Asberg führt.
Aufgrund seiner Lage war es schon zu Zeiten der Rheinromantik im 19. Jahrhundert ein beliebtes Ausflugsgebiet. Ittenbach wurde daher auch zum Wohngebiet für Pendler, die in Bonn oder Köln arbeiten.

## Geschichte
Ittenbach wurde 992 n. Chr. erstmals urkundlich als Idubag erwähnt. Der Kölner Erzbischof Hermann I. bestätigte dem Stift Gerresheim den Besitz eines Gutes in „Idubag“. Der Zehnt in der Gemarkung stand zunächst dem Stift Vilich, seit 1230 der Abtei Heisterbach zu.  1320 ist dann die Schreibweise „Yttenbach“ belegt. 1670 umfasste Ittenbach 54 Häuser. Bis zum Reichsdeputationshauptschluss 1803 gehörte Ittenbach zum kurkölnischen Amt Wolkenburg. Ittenbach wurde zunächst dem Fürstentum Nassau-Usingen zugeordnet, kam nach der Bildung des Rheinbunds 1806 zum Großherzogtum Berg und gehörte zum Kanton Königswinter im Département Rhein.
Die Straßenverbindung von Ittenbach nach Königswinter, auf der die heutige Landesstraße 331 verläuft, geht auf einen Fuhrweg aus dem Jahre 1862 zurück und wurde 1928 durch Ausbau dem allgemeinen Kraftverkehr zugänglich gemacht.

### Gemeinde Ittenbach
Nach den Beschlüssen auf dem Wiener Kongress kam das Rheinland 1815 zum Königreich Preußen. Unter der preußischen Verwaltung wurde Ittenbach 1816 der Bürgermeisterei Königswinter (1927 umbenannt in Amt) im Kreis Siegburg zugeordnet. In postalischer Hinsicht gehörte Ittenbach bis 1854 zum Landzustellbereich der Postexpedition Königswinter, anschließend zu dem der Postexpedition Honnef.
Die Gemeinde Ittenbach  hatte 1885 eine Fläche von 554 ha, davon 250 ha Acker-, 42 Wiesen- und 232 Waldfläche. Im selben Jahr hatte die Gemeinde 63 Wohnplätze mit 814 Wohngebäuden (einschließlich unbewohnter). Es gab 778 Haushaltungen und insgesamt 692 Einwohner (365 Männer und 327 Frauen). Neben 690 Katholiken gab es zwei Bürger evangelischen Glaubens. Erstere hatten in Ittenbach eine eigene Pfarre, letztere wurden von Königswinter betreut.
Neben Ittenbach gab es 19 weitere Wohnplätze in der Gemeinde: Bacherhof, Bruch, Döttscheid, Elsteroth, Falkenstein, Gräfenhohn, Hagen, Hüscheid, Kante, Lahr, Mühten, Perlenhardt, Röttgen, Unter den Eichen, Unter den Linden, Laagshof, Margarethenhof, Ölberg und Forsthaus Stöckerhof.
1967 umfasste die Gemarkung Ittenbach 560 ha mit 2.452 Einwohnern. Von diesen waren 78 in der Land- und Forstwirtschaft, 288 im verarbeitenden Gewerbe und 382 im Dienstleistungsbereich tätig. 355 Auspendlern standen 86 Einpendler gegenüber. An öffentlichen Einrichtungen waren 1967 vorhanden: eine Volksschule, ein Sportplatz, eine Turnhalle, ein Kindergarten und 2 Büchereien.
Am 1. August 1969 entstand im Rahmen der kommunalen Neugliederung die Stadt Königswinter mit dem Stadtteil Ittenbach.

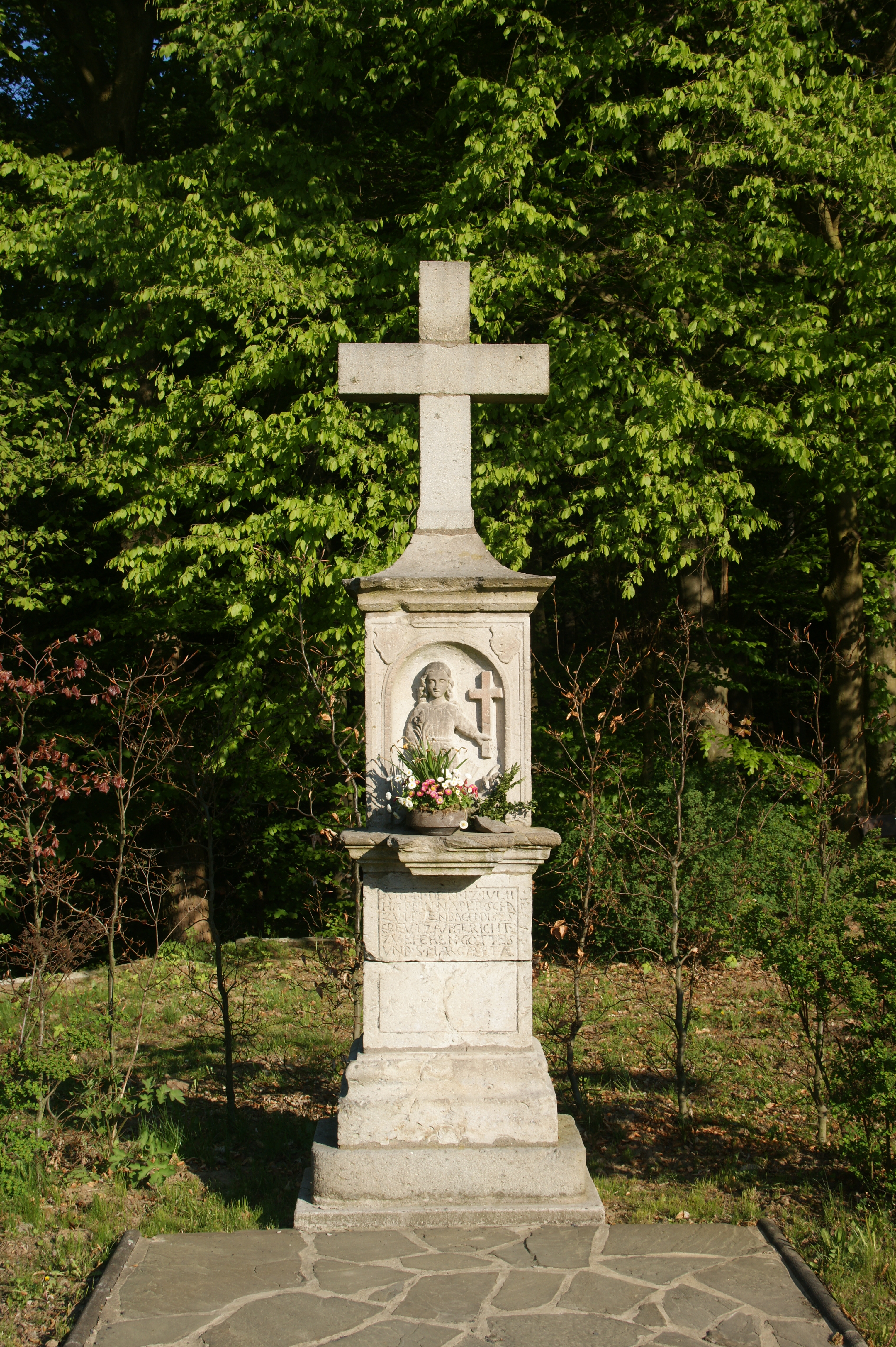
Margarethenkreuz

Zur Gemeinde Ittenbach gehörte auch der Ortsteil Margarethenhöhe. Benannt ist der Ort nach dem dort aufgestellten Margarethenkreuz, das 1641 von Ittenbacher Bürgern als Wegekreuz des Bittweges zur Wallfahrtskapelle auf dem Petersberg gestiftet wurde.

### Kriegsgräberstätte Ittenbach

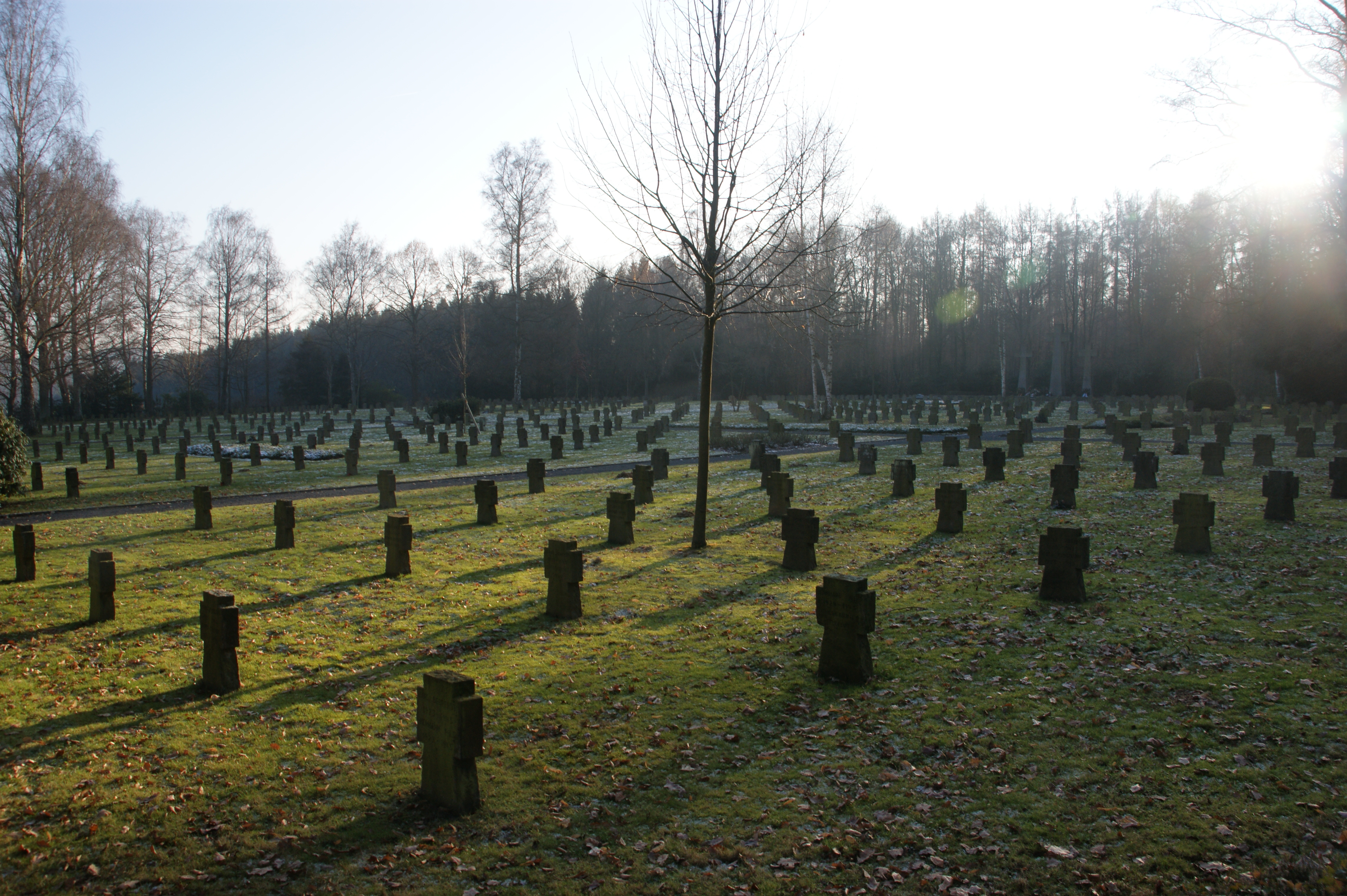
Soldatenfriedhof Ittenbach

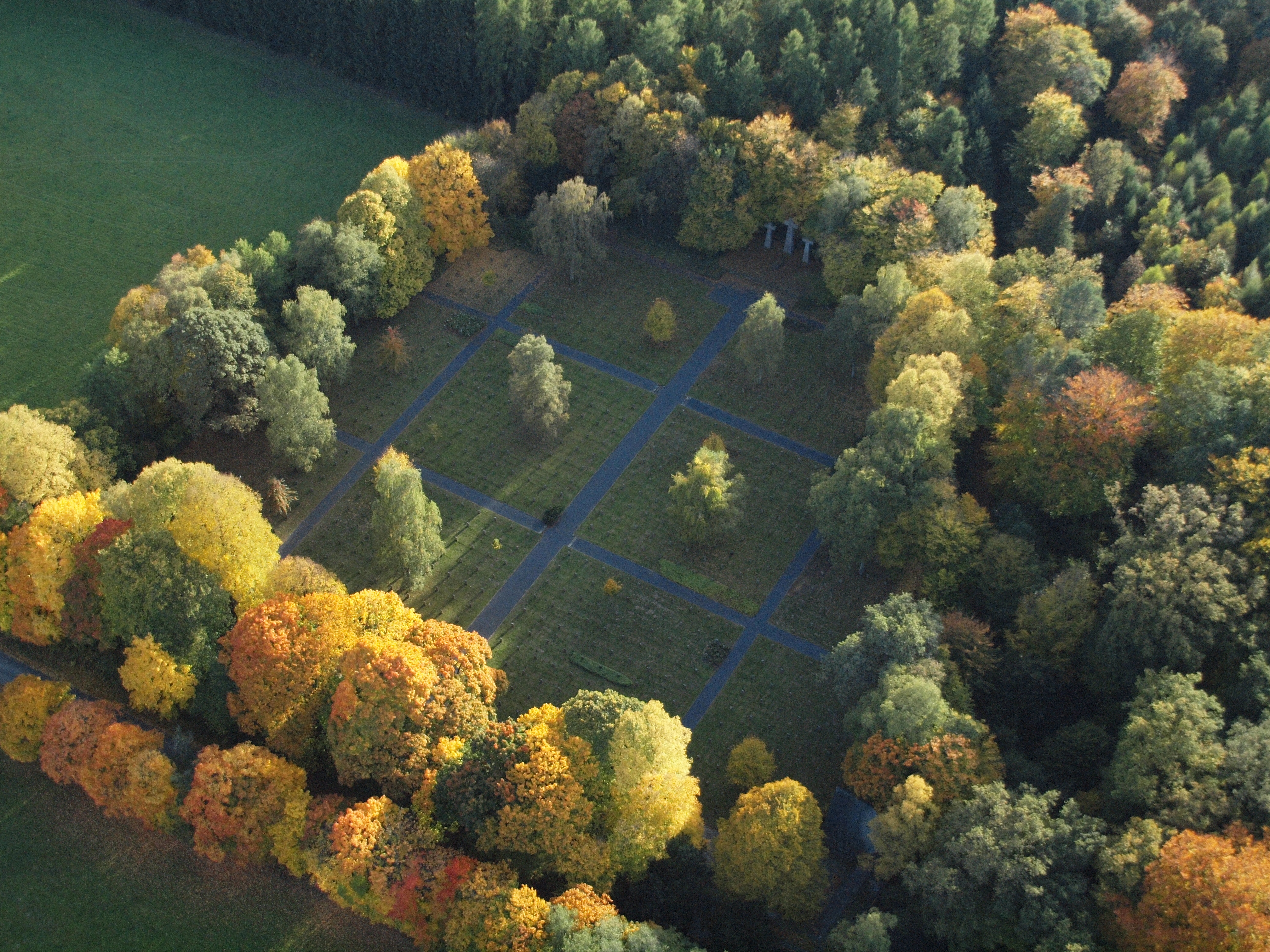
Luftaufnahme des Soldatenfriedhofs

Im Stadtgebiet von Königswinter gibt es acht Kriegsgräberstätten mit insgesamt 2323 Toten. Die Anlagen befinden sich auf dem städtischen Friedhof und in den Ortsteilen Eudenbach, Heisterbacherrott, Ittenbach, Niederdollendorf, Oberdollendorf, Oberpleis und Stieldorf.
In Ittenbach ruhen 1871 Tote des Zweiten Weltkrieges, im Einzelnen: 1626 Deutsche, 224 Sowjetbürger, 12 Polen, 4 Niederländer, 2 Belgier, 2 Franzosen und 1 Italiener.
Der Raum Königswinter lag bis Ende des Krieges abseits des großen Kampfgeschehens. Lediglich einige Flugabwehrstellungen befanden sich auf den  Rheinhöhen;  in  Eudenbach  war ein Flugplatz. Vereinzelte Bombenabwürfe erlebte die Stadt allerdings bereits am 7. Februar 1941, bei denen 5 Menschen in Oberdollendorf umkamen. Schwere Bombentreffer erlitt die Altstadt von Königswinter am 22. April 1944; 56 Menschen verloren ihr Leben. Erst als die Amerikaner am 7. März 1945 nachmittags die Ludendorff-Brücke zwischen Remagen und Erpel überschritten, kam der Krieg zu Lande ins Siebengebirge.

### Einwohnerentwicklung
| Jahr | Einwohner |
| ---- | --------- |
| 1816 | 463       |
| 1843 | 641       |
| 1871 | 610       |
| 1905 | 725       |
| 1961 | 1765      |

## Sehenswürdigkeiten

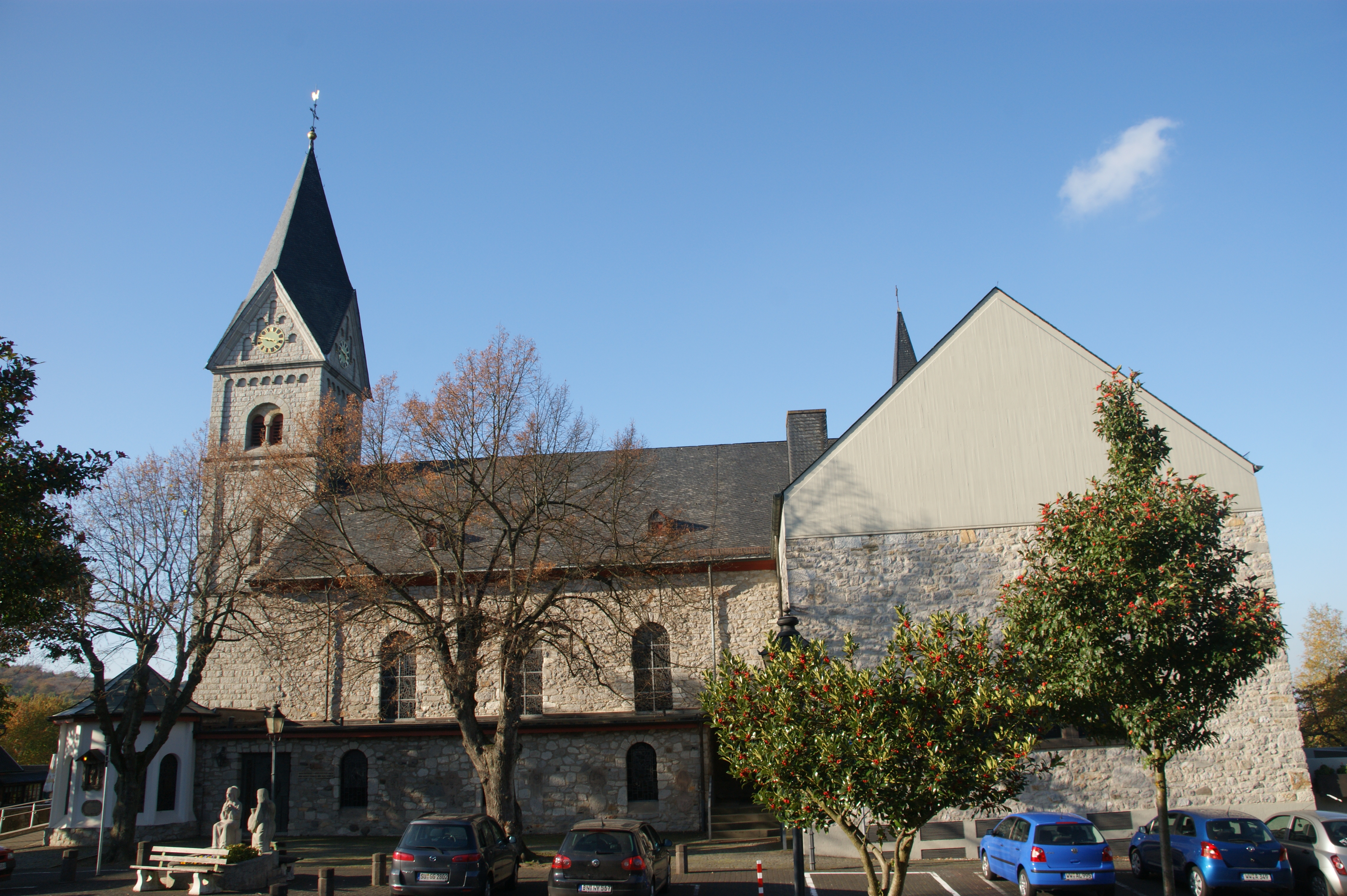
Katholische Kirche Zur schmerzhaften Mutter

Die katholische Kirche „Zur Schmerzhaften Mutter“, ein Saalbau aus Trachyt, entstand anstelle eines Vorgängerbaus von 1660 im Jahre 1833. 1894 wurde ein viergeschossiger, neoromanischer Westturm angefügt, 1953 ein Vorbau. Die jüngste Erweiterung (Querhaus und Chor) fiel in die Jahre 1969/70.
Am Ortseingang in dem Kreisel an der Bundesautobahn 3 wurde eine siebenelementige Metallskulptur mit dem Namen Tor zum Siebengebirge errichtet, in der jedes der Elemente hufeisenförmig gebogen ist und sowohl als Tor als auch als Gebirge interpretiert werden kann. Zu den bedeutendsten Bauwerken und Baudenkmälern im Ortsteil Margarethenhöhe gehören die Gastwirtschaft Margarethenkreuz und das ehemalige Hotel Margarethenhof, von 1984 bis 1999 Sitz der FDP-nahen Friedrich-Naumann-Stiftung.

## Wirtschaft und Infrastruktur

### Verkehr
Ittenbach liegt an der Anschlussstelle Siebengebirge der Bundesautobahn 3 und besitzt damit eine verkehrsgünstige Lage, was die Gewerbeansiedlung begünstigt. Eine Ittenbacher Bürgerinitiative befürwortet die Wiederaufnahme des 2003 aus dem Bundesverkehrswegeplan gestrichenen Ennertaufstiegs, der den Stadtteil vom Durchgangsverkehr zur A 3 entlasten sollte, in anderen Stadtteilen allerdings für eine größere Belastung sorgen würde. Um Ittenbach zu entlasten, werden alternative Möglichkeiten geprüft, darunter ein Tunnel durch den Großen Ölberg als Ortsumgehung von Ittenbach.
Eine Buslinie verbindet Ittenbach mit dem ICE-Bahnhof Siegburg (Fahrzeit ca. 45 Minuten), weitere Buslinien führen nach Königswinter, an die Bonner Stadtbahnlinie 66 und an die Fähre nach Bonn-Bad Godesberg.
Die Schnellfahrstrecke Köln–Rhein/Main passiert den Ort im Ittenbachtunnel.

## Bildung

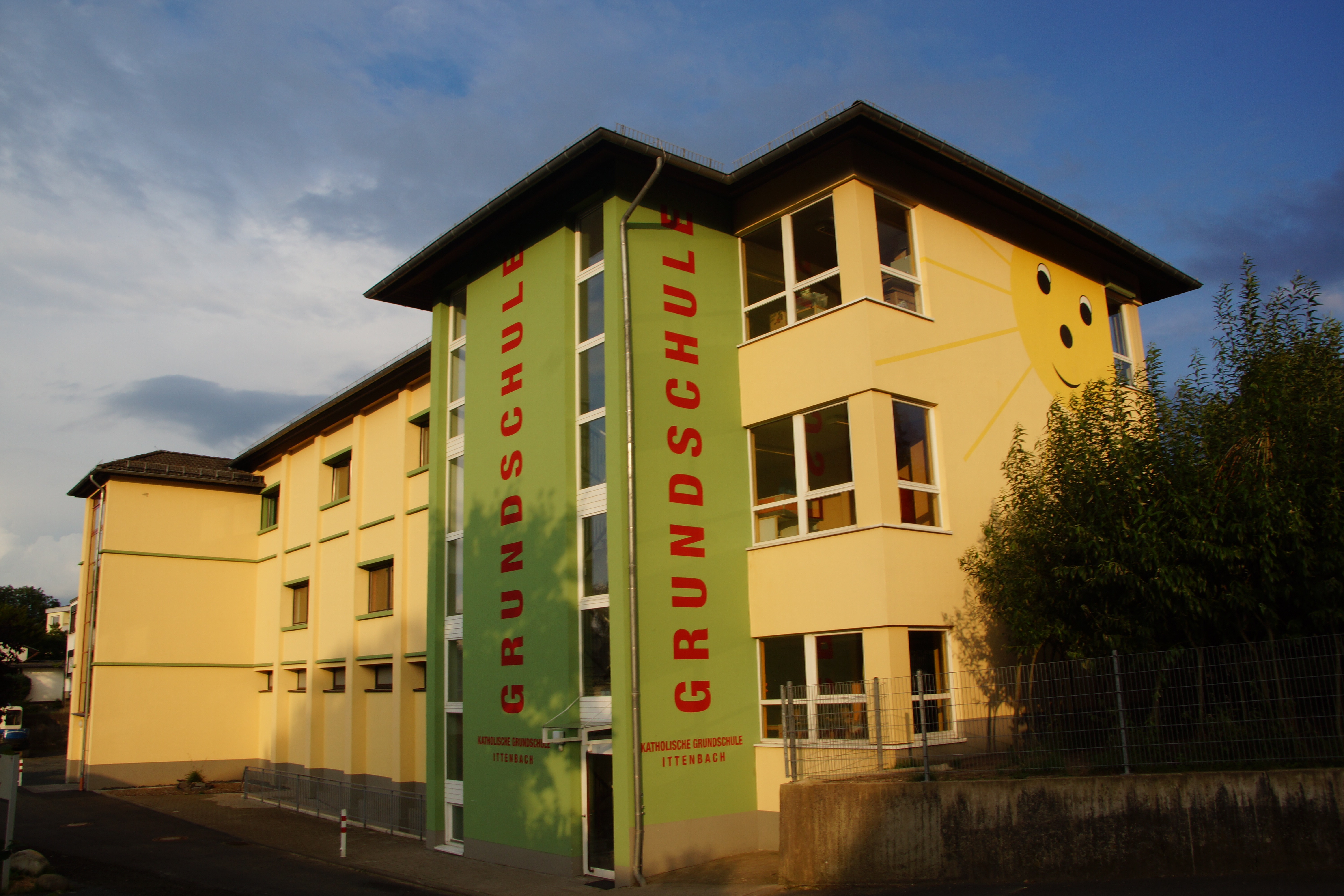
Katholische Grundschule Ittenbach

In Ittenbach befindet sich die Katholische Grundschule Ittenbach. Für die weiterführende Bildung werden die Nachbarorte Oberpleis oder Königswinter besucht. Dort gibt es:
- CJD Christophorusschule Königswinter (Private Schule mit Gymnasium, Realschule, Hochbegabtenförderung und Internat)
- Städtisches Gymnasium am Oelberg (Oberpleis)
- Petersberg Gesamtschule der Stadt Königswinter (Oberpleis)

## Persönlichkeiten
- Josef Müller (1875–1945), Volkskundler und Herausgeber des Rheinischen Wörterbuchs, starb in Ittenbach.
- Reinhard Selten (1930–2016), Nobelpreisträger für Wirtschaftswissenschaften, lebte in Ittenbach.
- Alf Marholm (1918–2006), Theater- und Filmschauspieler, starb in Ittenbach.
- Bernhard Stasiewski (1905–1995), Kirchenhistoriker und Osteuropahistoriker, katholischer Priester und Seelsorger in Ittenbach (1971–1995)
- Matthias Ponnier (1940–2024), Theater- und Filmschauspieler, Synchron- und Hörbuchsprecher, wohnt in Ittenbach.
- Ralf Schmitz (* 1974), Comedian, wohnt in Ittenbach.